# Карамбола
Карамболата (Averrhoa carambola), понякога наричана и звезден плод, е вид дърво от семейство Oxalidaceae.
Вечнозелено растение, присъщо за Югоизточна Азия и Индия. A. carambola е малко дърво, което расте до височина 5 – 12 метра, с розови до червени цветове. Цветовете са малки и с формата на камбанка, с пет венчелистчета, имащи белезникави краища. Дървото се отглежда в тропичните и полутропичните региони, заради ядливите му плодове и за медицински цели.

## Описание
Карамболата е малко, бавно растящо вечнозелено дърво с къс дънер. Клоните му са увиснали, а дървото е бяло до червеникаво. Има храстовидна форма, с много клони, съставящи широка и кръгла корона. Сложните листа са меки, зелени и спирално подредени около клоните. Перестите листа имат едно крайно листенце и от 5 до 11 почти срещуположни листенца, като всяко листо е 15 – 20 cm дълго, а 3,8 – 9-сантиметровите листенца са яйцевидно-продълговати на форма. Горната страна на листата е гладка, а долната е леко мъхеста и белезникава. Листенцата реагират на светлина и са склонни да се сгъват през нощта. Чувствителни са също така към резки удари, а когато се раздрусат се затварят. Нежните цветове изникват от мястото, където листата са захванати за клоните. Цветовете са подредени в малки купове по краищата на клоните или понякога за ствола, като всеки куп е захванат към дървото с червени стебла. Камбановидните цветове съставят хлабави съцветия, като всеки цвят е около 6 mm широк, с 5 венчелистчета, които имат огънати краища. Плодовете са ярки и с издължена форма, с дължина от 6 до 15 cm и около 9 cm широки. Имат тънка восъчна кора с жълто-оранжев цвят. Сочните плодове са жълти и хрупкави отвътре когато са узрели, а напречното им сечение е с формата на звезда. Плодовете имат киселинен мирис, който варира от силен до слаб, а вкусът варира от много кисел до леко сладникав. Всеки плод може да има до 12 семена с дължина от 6 до 12,5 mm, които са плоски и кафяви. Някои култивирани сортове произвеждат плодове без семена.

## Отглеждане
Карамболата има няколко различни форми, различаващи се по вкус и форма – някои са много киселинни, други са сладки. Растението се отглежда основно в Малайзия и Тайван, но също и в малки концентрации в Тайланд, Израел, САЩ, Бразилия, Филипините, Китай, Австралия, Индонезия, Индия и други части на света с подобен климат. Има комерсиално значение в много от тези държави, тъй като се отглежда заради ядливите му плодове. Дървото може да цъфне и да даде плодове около година след покълването на семето. По-големите дървета могат да цъфтят целогодишно в тропичните зони, стига условията да са подходящи. Растението може да има цветове, неузрели и узрели плодове едновременно. При различни климатични условия карамболата обикновено цъфва през пролетта. Отглеждат се най-различни сортове, но повечето са избрани така, че да имат хубав плодов вкус и висока продукция на плодове, като всеки регион си има специфични сортове. Плодовете често се използват за украса на коктейли и десерти.

## Токсикология
Плодовете на карамболата са богати на оксалова киселина, която е отровна в голяма концентрация. Токсините на плода се филтрират от бъбреците, но у пациенти на диализа или страдащи от бъбречна недостатъчност могат да се проявят тежки симптоми, в малко случаи фатални, след пиене на сок от карамбола.